# Vitalij Bojko
Vitalij Volodymyrovyč Bojko (in ucraino Віталій Володимирович Бойко?; Voznesens'ke, 3 dicembre 1997) è un calciatore ucraino, centrocampista del LNZ Čerkasy.

## Caratteristiche tecniche
È un centrocampista offensivo.

## Carriera
Ha giocato quasi sempre esclusivamente nel campionato ucraino di calcio. Nella stagione 2020-2021 ha giocato in Tercera Federación, la quinta categoria del campionato spagnolo di calcio.